# Milton Viera
Milton Viera Rivero (11 de maio de 1946) é um ex-futebolista uruguaio que atuava como meia.

## Carreira
Milton Viera fez parte do elenco da Seleção Uruguaia na Copa do Mundo de 1966. 

## Títulos
Olympiakos
- Campeonato Grego: 1973, 1974, 1975
- Copa da Grécia: 1973, 1975

AEK Athens
- Campeonato Grego: 1978, 1979
- Copa da Grécia:1978